# 新潟市立栄小学校
新潟市立栄小学校（にいがたしりつ さかえしょうがっこう）は、 かつて新潟県新潟市中央区栄町にあった公立小学校である。

## 概要
本校は新潟市北部に位置し、校舎より遥かに日本海を臨み、かつ新潟市中心部を望み見る景勝地『栄が丘』に設置された。
本校周辺は新潟市内の下町として早くから開発が行われたため、古い時代より在住している家庭も多い。そのため、三世代に亘って通学している家庭もあるという。
1928年（昭和3年）4月1日開校と歴史のある小学校であるが、近年の少子化などにより在籍する児童が減少していることから、新潟市では栄小学校と近傍の豊照小学校、入舟小学校、湊小学校の4校を統合して、2015年4月より新たに『新潟市立日和山小学校』が新設された。

## 沿革
- 1928年4月1日 - 新潟市栄尋常小学校として開校。
- 1932年 - 学校給食を開始。
- 1941年 - 国民学校令施行により、新潟市栄国民学校と名を改める。
- 1947年4月1日 - 現在の新潟市立栄小学校と名を改める。
- 1958年 - 学校創立30周年記念式典を挙行。
- 1964年 - 新潟地震発生（6月16日）により、学校校舎を避難所として開放。
- 1978年 - 学校創立50周年記念式典を挙行。
- 1998年 - 学校創立70周年記念式典を挙行。
- 2005年 - 2学期制導入
- 2008年 - 学校創立80周年記念式典を挙行。
- 2015年 - 閉校。

## 教育目標
『心豊かで常に自らを高めようとする子ども』

## 校歌
- 作詞：相馬御風
- 作曲：大和田愛羅

## 出身者
- 小林幸子（歌手） - 歌手デビュー前、本校に4年生まで在学していた。その縁で、2015年に日和山の校歌を制作した[4]。